# Zehneria anomala
Zehneria anomala är en gurkväxtart som beskrevs av Charles Jeffrey. Zehneria anomala ingår i släktet Zehneria och familjen gurkväxter. Inga underarter finns listade i Catalogue of Life.